# سونغ أه
سونغ آه (هانغل:성아 ولدت باسم سون سونغ آه، في 8 يوليو 1989). هي راقصة ومغنية راب فرعية في فرقة الفتيات الكورية الجنوبية ناين ميوسز. ولدت في سول و عاشت في مدينة سوفا في فيجي لمدة سبع سنوات عندما كانت طفلة.

## التعليم
- مدرسة أنيانغ للفنون الثانوية
- جامعة سونغ كيون كوان - قسم فنون التمثيل

## أعمالها

### الأفلام
- 2004 : Marrying School Girl

### المسلسلات
- 2010 : مسلسل The Fugitive: Plan B

### الإذاعة
- 2009: على Mnet - أطفال الإمبراطورية (شايلد إمباير)

## وصلات خارجية
- سونغ أه على موقع ميوزك برينز (الإنجليزية)

- سونغ أه على إنستغرام
- tjddkths على تويتر.
- قالب:싸이월드싸이월드